# Tribunus et notarius
Tribunus et notarius (auch tribunus ac notarius) war ein Amt am Hof der römischen Kaiser der Spätantike. Es handelte sich um einen Geheimsekretär, der am spätantiken kaiserlichen Hof eine hohe Stellung als notarius (insbesondere Stenograf und Protokollant) innehatte und zugleich auch als Offizier (tribunus) für wichtige Aufträge außerhalb des Hofes fungieren konnte.
Das Amt wurde von Konstantin dem Großen zu Beginn der Spätantike eingerichtet. Konstantin schuf die schola notariorum als Kanzlei (Dienststelle für die kaiserlichen Dokumente und Schriftwechsel) des römischen Kaisers im Rahmen seiner Neuordnung der kaiserlichen Verwaltung. Der Begriff notarius wurde seit dem frühen Prinzipat für Stenografen verwendet, die – zunächst Sklaven – der römischen Oberschicht als Sekretäre dienten. Ein Synonym war exceptor. Am kaiserlichen Hof erlangte der notarius dann nach und nach eine Sonderstellung, weil er qua seiner Funktion in die höchsten Staatsgeheimnisse eingeweiht war. Er sollte deshalb absolutes Stillschweigen bewahren. Konstantin trug dieser Sonderstellung Rechnung, indem er die notarii (nunmehr ein Begriff, der nur für die kaiserlichen Stenografen verwendet wurde, während die exceptores als Stenografen der Zivilverwaltung fungierten) in der schola notariorum organisierte. Für 367 ist für alle notarii der ritterliche Rang von viri perfectissimi belegt, ab 381/4 dann auch der senatorische Rang von viri clarissimi. Innerhalb der schola notariorum war der primicerius notariorum der ranghöchste Beamte, der tribunus et notarius der zweithöchste.
Zu den wichtigsten Aufgaben eines tribunus et notarius gehörte die Schriftführung im consistorium, dem ebenfalls von Konstantin geschaffenen Kronrat, in dem die höchsten Beamten des Reiches Politik und Gesetze diskutierten und beschlossen. Sie führten außerdem das laterculum maius, das wichtige Verzeichnis aller derjenigen hochrangigen sowohl zivilen als auch militärischen Stellen im Reich, die nicht auf Vorschlag des quaestor sacri palatii besetzt wurden.
Darüber hinaus konnten die tribuni et notarii auch für Aufträge außerhalb des kaiserlichen Hofes eingesetzt werden. Dank dem Geschichtswerk des Ammianus Marcellinus, das zu großen Teilen erhalten ist, lassen sich weitreichende Funktionen für Inhaber des Titels ausmachen: Sie wurden sowohl ausgeschickt, um die kaiserliche Politik und Rechtsprechung durchzusetzen, wobei sie sogar ranghöheren Beamten gegenüber weisungsbefugt waren, als auch für diplomatische Missionen. Außerdem übernahmen sie als offenbar echte Offiziere auch militärische Aufgaben und nahmen auch selbst an Feldzügen teil. Auch in der für die Spätantike wichtigen Religionspolitik übernahmen sie Funktionen. So findet sich der tribunus et notarius Flavius Marcellinus im Jahr 411 als Leiter von Gesprächen zwischen Katholiken und Donatisten in Nordafrika. Der Althistoriker Joseph Lengle bemerkt: „Die Verwendungsmöglichkeit der t. et n. [...] ist so unbeschränkt wie die kaiserliche Gewalt selbst.“
Die Wichtigkeit der tribuni et notarii wird auch daran deutlich, dass sie nach Eintritt in den Ruhestand dem Rang eines Prokonsuls, also eines Statthalters einer römischen Provinz, gleichgestellt waren.